# Boreopontia heipi
Boreopontia heipi is een eenoogkreeftjessoort uit de familie van de Cylindropsyllidae. De wetenschappelijke naam van de soort is voor het eerst geldig gepubliceerd in 1981 door Willems.